# Margarinotus bipustulatus
Margarinotus bipustulatus är en skalbaggsart som först beskrevs av Franz Paula von Schrank 1781.  Margarinotus bipustulatus ingår i släktet Margarinotus och familjen stumpbaggar. Arten har ej påträffats i Sverige. Inga underarter finns listade i Catalogue of Life.